# Golf von Patras
Koordinaten: 38° 15′ 31″ N, 21° 36′ 31″ O
Der Golf von Patras (griechisch Πατραϊκός Κόλπος Patraikos Kolpos) ist eine relativ flache Meeresbucht des östlichsten Ionischen Meeres zwischen dem griechischen Festland im Norden und der Peloponnes-Halbinsel im Süden gelegen. Namensgebend und bedeutendste Stadt der Region ist Patras an der Südostseite.
Die östliche Grenze zum Golf von Korinth bildet die Meerenge von Rio-Andirrio (Στενό Ρίου-Αντίρριου) mit der Rio-Andirrio-Brücke. Die Ausbreitung nach Westen wird durch eine gedachte Linie vom Kap Araxos (Ακρωτήριο Άραξος) an der Südseite bis zur Lagune von Mesolongi (Λιμνοθάλασσα Μεσολογγίου) bei Tourlida an der Nordseite definiert. Bei einer Länge von etwa 40 km und einer Breite zwischen 11 km und 22,5 km nimmt der Golf von Patras eine Fläche von etwa 350–400 km² ein. Die tiefste Stelle liegt bei 135 m. Im Nordwesten zwischen Kap Araxos und der Lagune von Mesolongi beträgt die maximale Tiefe etwa 45 m.
Die angrenzenden Gemeinden zählen zur Region Westgriechenland. An der Nordseite liegen Messolongi und Nafpaktos, auf der Peloponnes Patras und westlich davon die Gemeinde Dytiki Achaia.

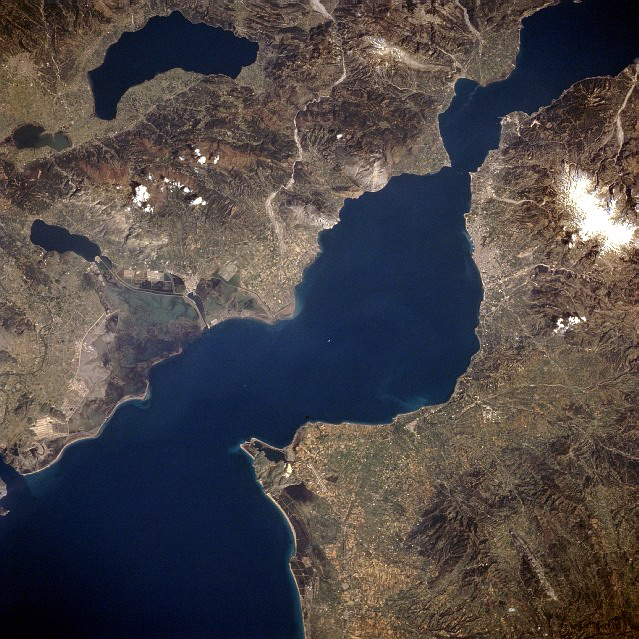
Sicht auf den Golf von Patras aus dem Weltall (1994).

## Zuflüsse
Von Norden münden in den Golf von Patras die Flüsse Evinos, Kato Vasilikis und Loggies sowie von der Südseite Charadros, Glafkos und Piros.